# MNK Mala mljekara Valpovo
Malonogometni klub Mala mljekara je futsal klub iz Valpova u Osječko-baranjskoj županiji.
MNK Mala mljekara je član Nogometnog središta Valpovo te Nogometnog saveza Osječko-baranjske županije. Klub ima kadetsku, juniorsku i seniorsku ekipu u natjecanju, a osnovan je 1997.
Sve utakmice kao domaćin klub igra u Gradskoj dvorani Valpovo.
MNK Mala mljekara natječe se u 2. HMNL – Istok.

## Vanjske poveznice
- https://hr-hr.facebook.com/MNK-Mala-Mljekara-Valpovo-843827915657086//